# سري واهوني أغوستياني
سري واهوني أوغتستياني (مواليد 13 آب\أغسطس 1994) هي رافعة أثقال (ربّاعة) إندونيسيّة 
في دورة الألعاب الآسيوية 2014، فازت بالميدالية الفضية فئة وزن 48 كغم، حيث رفعت ما مجموعه 187 كغم. 
في دورة الألعاب الأولمبية الصيفية 2016 في ريو دي جانيرو، فازت بالميدالية الفضية فئة وزن 48 كغم، حيث رفعت بالمجموع 192 كغم.

## روابط خارجية
- سري واهوني أغوستياني على موقع الاتحاد الدولي (الإنجليزية)
- سري واهوني أغوستياني على موقع مشروع نتائج رفع الأثقال الدولية (الإنجليزية)
- سري واهوني أغوستياني على موقع IAT Database Weightlifting (الألمانية)
- سري واهوني أغوستياني على موقع اللجنة الأولمبية الدولية (الإنجليزية)
- سري واهوني أغوستياني على موقع أوليمبيديا (الإنجليزية)